# Armorial des familles nobles de Hongrie
 (juillet 2024).
Si vous disposez d'ouvrages ou d'articles de référence ou si vous connaissez des sites web de qualité traitant du thème abordé ici, merci de compléter l'article en donnant les références utiles à sa vérifiabilité et en les liant à la section « Notes et références ».
Cet armorial présente les armoiries des familles nobles de Hongrie, classées par ordre alphabétique, sans tenir compte de la chronologie.

Famille Allaga
Famille Almásy de Zsadány et Törökszentmiklós
Famille Almási
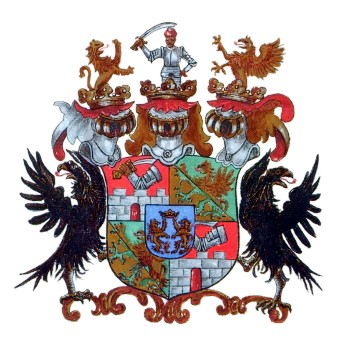
Famille Andrássy
Famille Almási de Tarcal (1649)
Famille Apafi
Famille Apafi
Famille Apponyi
Famille Arany de Nagyfalu
Famille Bagdy 1618
Famille Bakos de Túróc (1618)
Famille Balási
Famille Balassa
Famille Balogh de Árda
Famille Balogh de Érkeserű
Famille Balogh de Fülek
Famille Balogh
Famille Balogh de Gömör
Famille Balogh de Galántha
Famille Balogh de zatmármegye
Famille Balogh de Marosvásárhely
Famille Balogh de Mezőcsávás
Famille Bánffy de Losoncz
Famille Bárány de Jászberény & Rendes
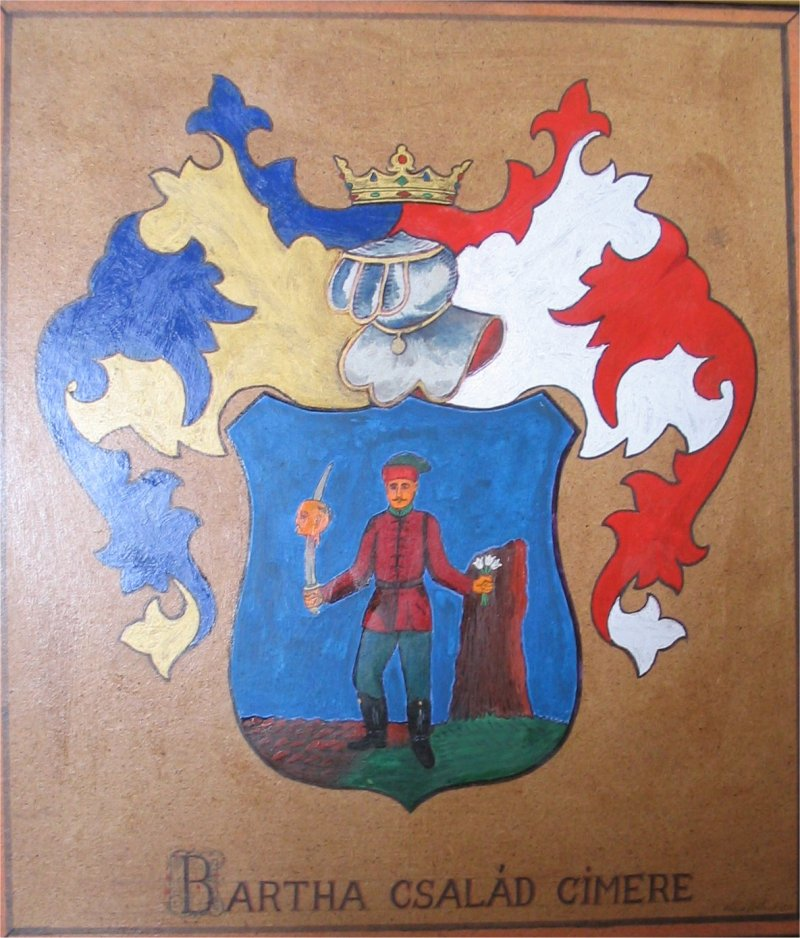
Famille Bartha
Famille Batta de Szentmártonkáta & Vatta
Famille Báznai
Famille Becsky de Tasnádszántó
Famille Becz de Csikszentmárton
Famille Bene alias Porcsin
Famille Benedek
Famille Benedek de Kisbacon
Famille Bedekovich de Komor
Famille Bercsényi
Famille Berey de Bere
Famille Bíró de Sóvárad
Famille Bercheny
Famille Bobor
Famille Bocskai
Famille Boda de Kispalugya
Famille Bodó de Bodfalva
Famille Bodó de Györgyi
Famille Bodó de Ladány
Miklós Bodó
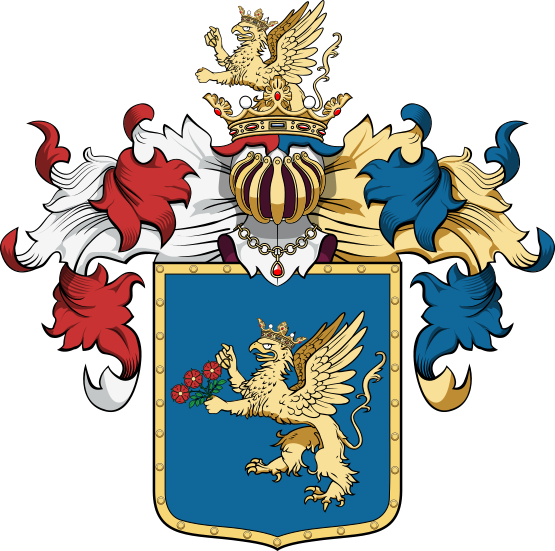
Famille Bogáthy
Famille Bonis
Famille Borbély
Famille Borko de Mándok
Famille Both de Bothfalva
Famille Both de Bajna
Famille Both de Bajna
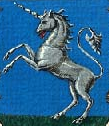
Famille Bottlik
Famille Budaházy
Famille Budaházy
Famille Budaházy
Famille Budaházy
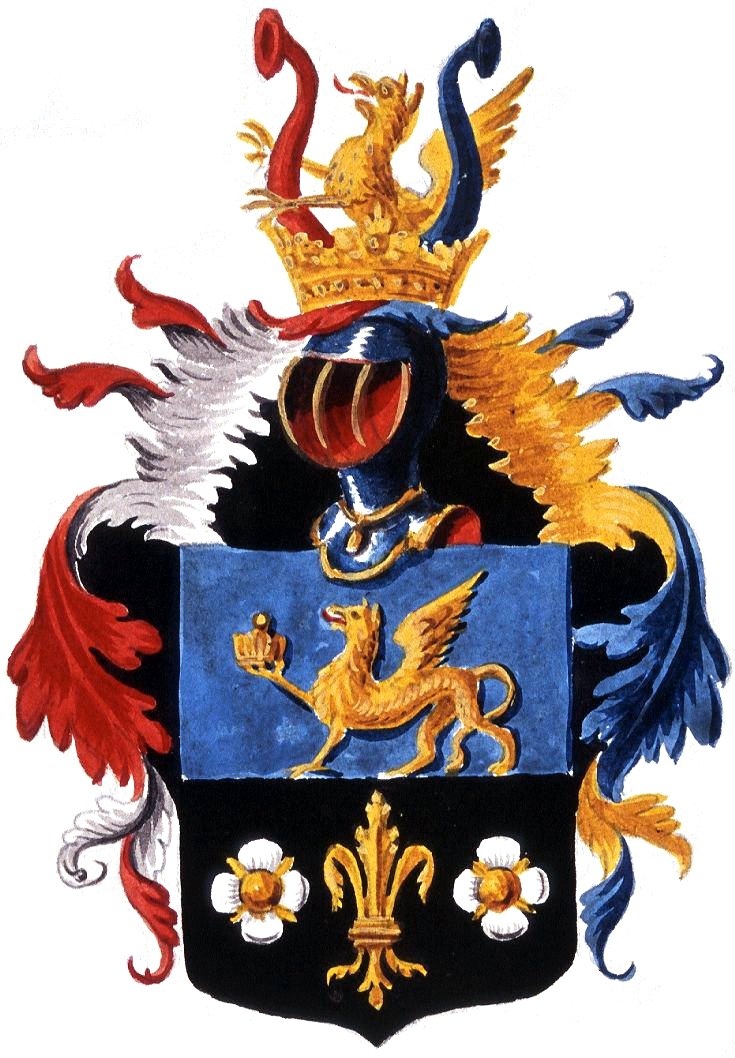
Famille Burchard-Bélaváry de Szikva
Famille Buzád-Hahót
Famille Czeglédy de Hajdúszoboszló (1639)
Famille Csuka de Sáránd
Famille Csuty de Nebojsza, Gány
Famille Dalotti
Famille Draveczky (1595)
Famille Gulácsy de Gulács
Famille Báthory
Famille Csányi
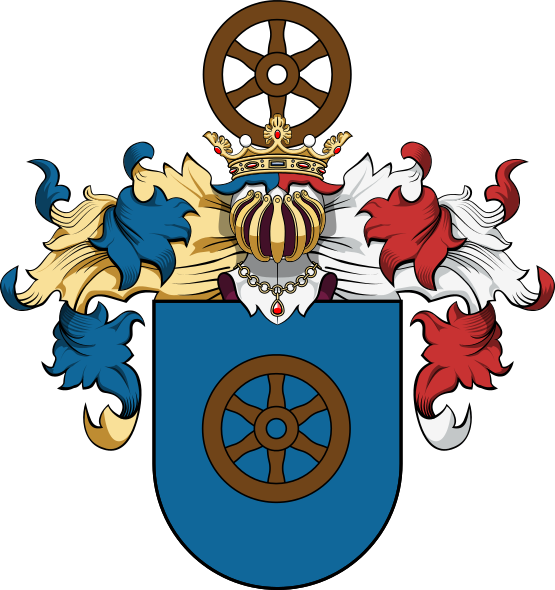
Famille Csaholyi
Famille Csite
Famille Csite
Famille Csite
Famille Csák
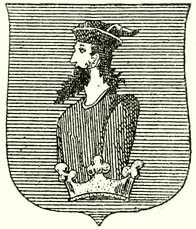
Famille Csáky
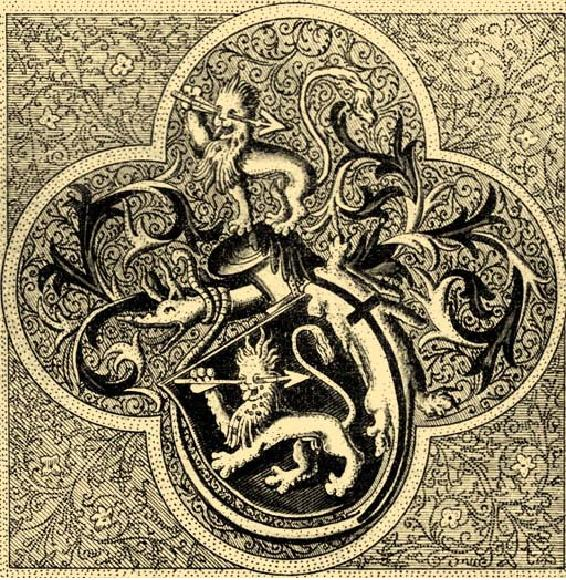
Famille Csapy
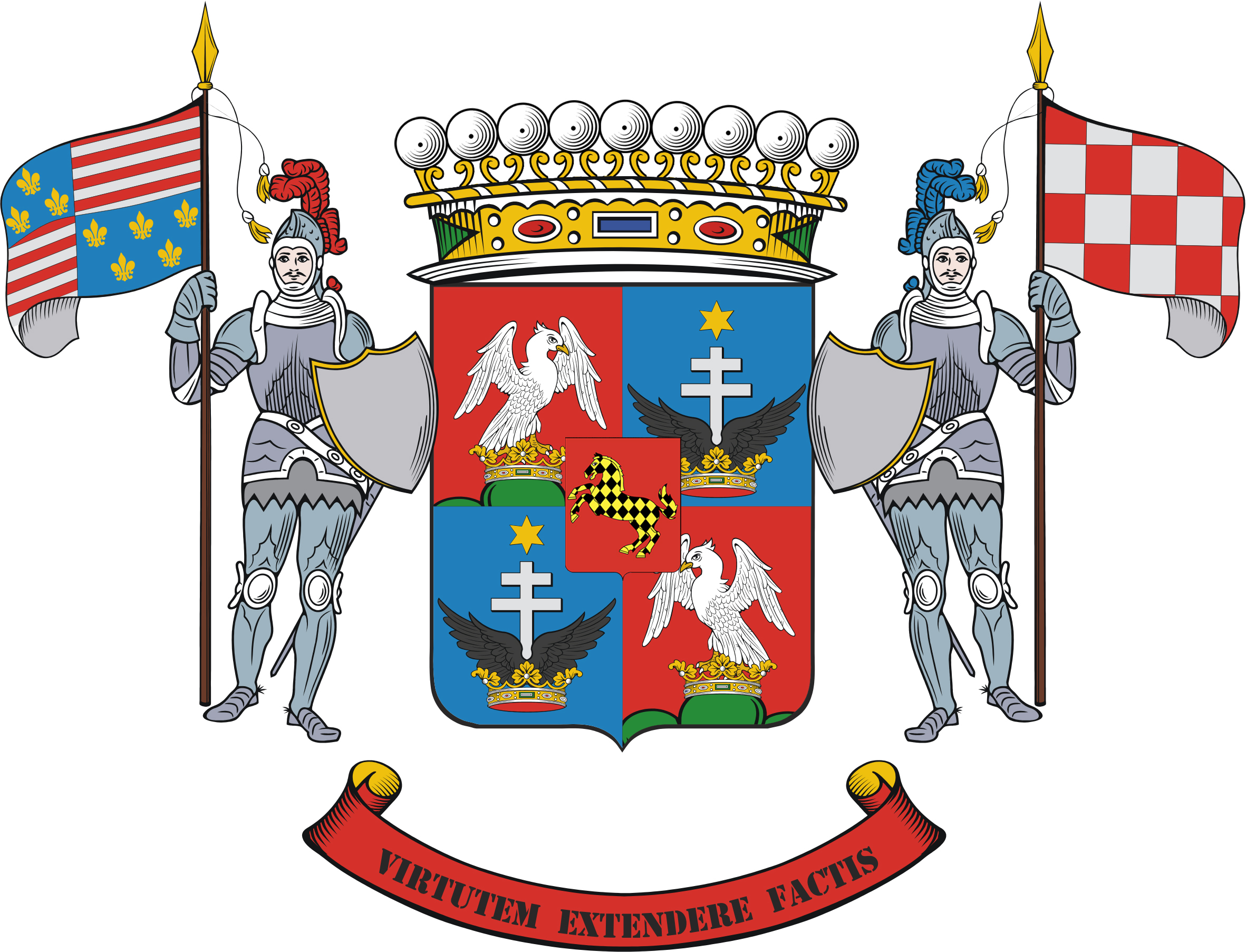
Famille Cseszneky
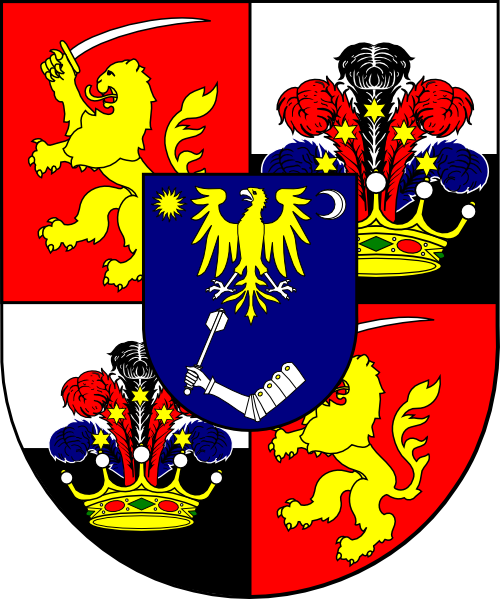
Famille Dessewffy
Famille Dobó
Famille Donch (Dancs)
Famille Dósa (1671)
Famille Drágffy
Famille Dudvárszky
Famille Elekes de Szentkatolna
Famille Eölvedy-Gachal
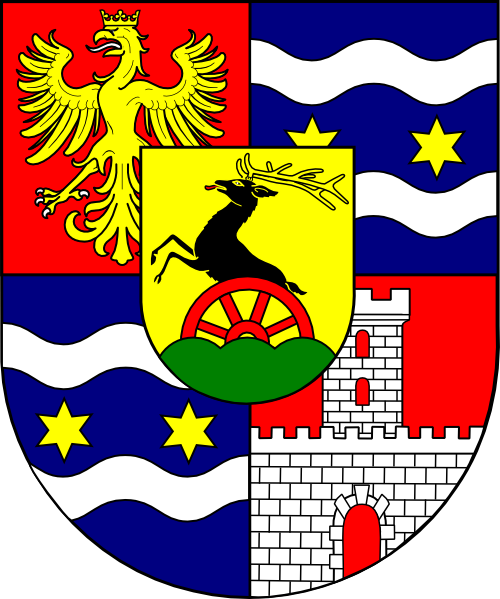
Famille Erdődy
Famille Erőss de Bethlenfalva, Lengyelfalva et Csíkszentmiklós
Famille Erőss de Bethlenfalva (1649)
Famille Erőss de Bethlenfalva (1649)
Famille Erőss de Bethlenfalva
Famille Erőss de Borosjenő (1348)
Famille Erőss de Csíkszentmiklós (1277)
Famille Erőss de Csíkszentmiklós (1488)
Famille Erőss de Csíkszentmiklós
Famille Erőss de Csíkszentmiklós (1551)
Famille Erőss de Dercsika (catholic_branch)
Famille Erőss de Dercsika (1469)
Famille Erőss de Dercsika
Famille Erőss de Gyergyószentmiklós
Famille Erőss de Kovászna
Famille Erőss de Lengyelfalva (1604)
Famille Erőss de Magyarbölkény (1649)
Famille Erőss de Nádasd (1687)
Famille Erőss de Sárfalva (1433)
Famille Erőss de Somogy (1649)
Famille Eresztvényi
Famille Esterházy
Famille Farkas de Boldogfa (1690)
Famille Fáy de Fáj
Famille Gutmann de Gelse et Beliscse aka Gelsey
Famille Gutmann de Gelse et Beliscse aka Gelsey
Famille Ghillány
Famille Ghillányi
Famille Ghillányi
Famille Ghillányi
Famille Ghillányi
Famille Gulyás de Padány
Famille Gúth (1596)
Famille Hajdú (1679)
Famille Fekete Halasy (1617)
Famille Fekete Halasy (1606)
Famille Halász de Szalonta
Famille Holló
Famille Horváth de Szent-György (1803)
Famille Horváth de Szent-György (1631)
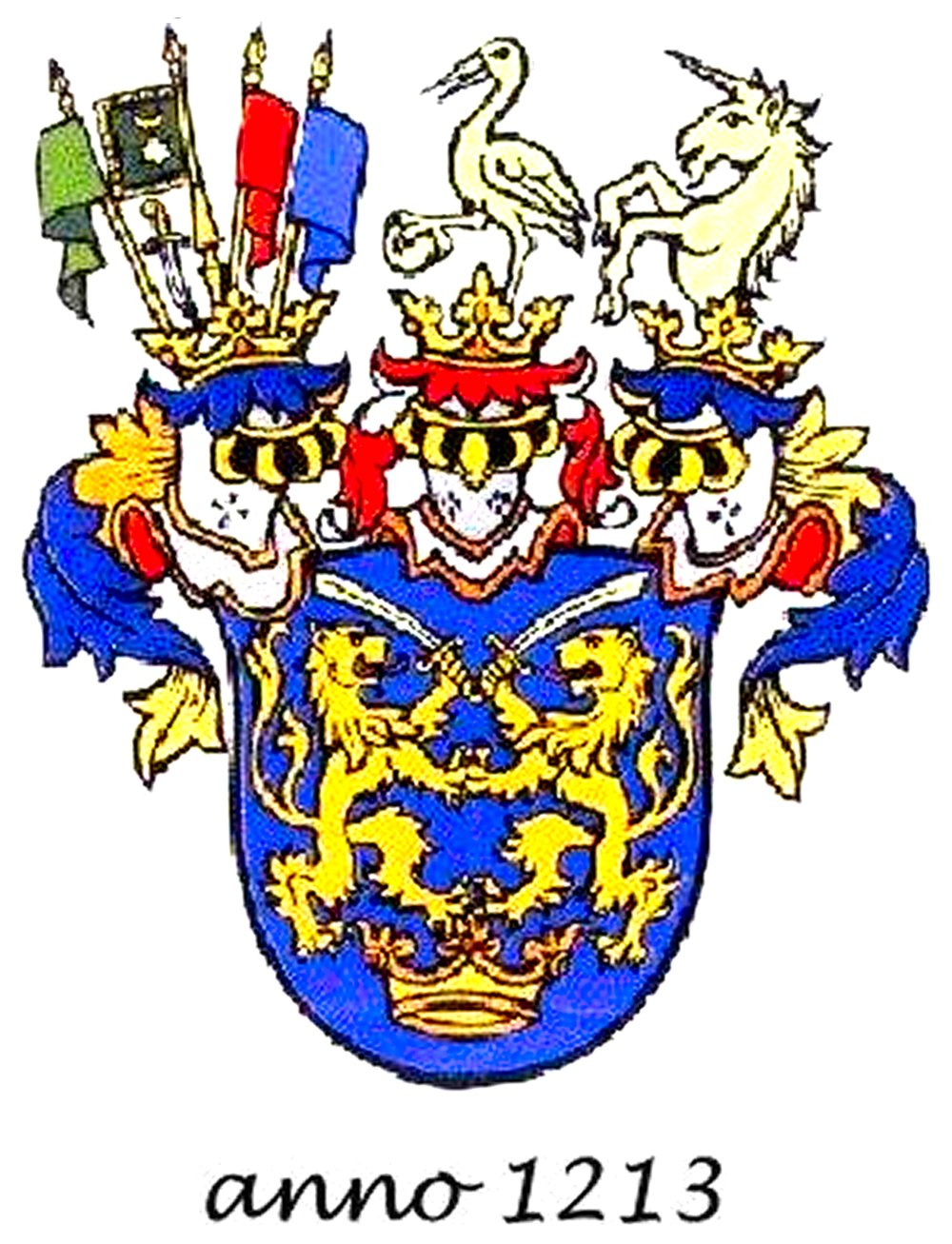
Famille Festetics
Famille Forgách de Gimes (1719)
Famille Forgách
Famille Füzy
Famille Sebessy Geönczy (1653)
Famille Garázda de Mecsincse
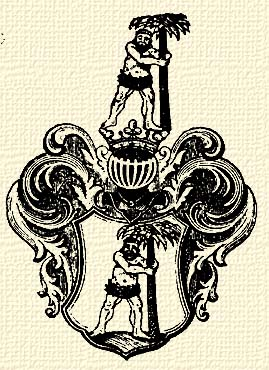
Famille Görgey
Famille Gutmann
Famille Gyulaffy
Famille Győr
Famille Hahothy
Famille Haller
Famille Héderváry
Famille Heinrich (1760)
Famille Hont-Pázmány
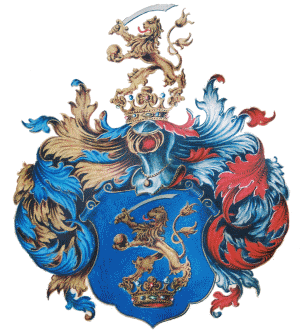
Famille Horváth-Stansics
Famille Hunyadi
Famille Hunyady (1629)
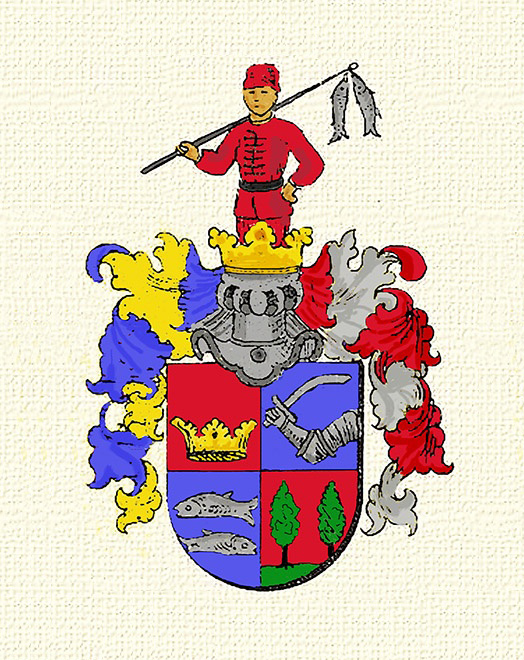
Famille Ilosvai
Famille Irsay
Famille Ják
Famille Jaross de Nemesmitics
Famille Kabarcz (1625)
Famille Kádár de Borosjenő
Famille Kajdachy
Famille Kálmán de Kisócz & Szentandrás (1218)
Famille Kálmán de Kisócz & Szentandrás (1623)
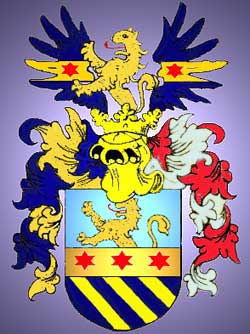
Famille Jakabffy
Famille Jaross de Kallós
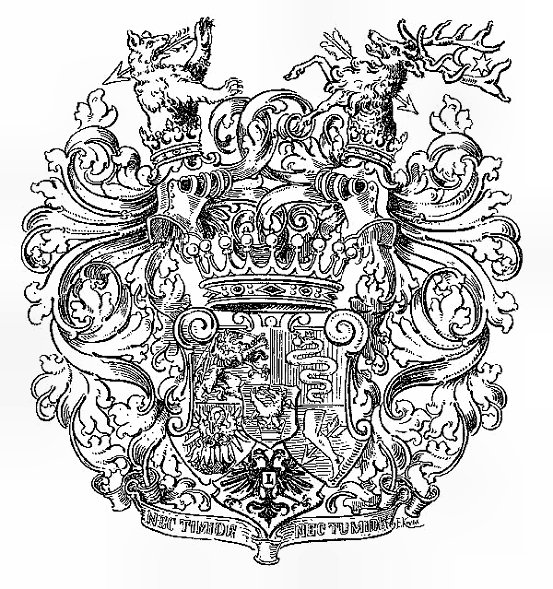
Famille Kálnoky
Famille Kanizsai
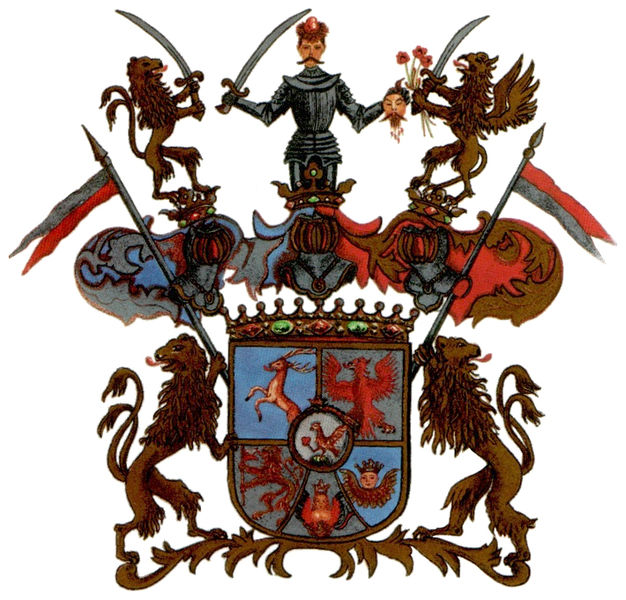
Famille Károlyi
Famille Kazay
Famille Kelcz
Famille Kelemen
Famille Kelemen de Farád
Famille Kémeri
Famille Kemény de Magyar-Gyerőmonostor
Famille Kende et Kölcsey
Famille Kende et Kölcsey
Famille Kenézy de Simánd
Famille Kinizsi
Famille Kiszely de Benedekfalva
Famille Koháry
Famille Kocsis (1659)
Famille Kocsis (1763)
Famille de Krajczár
Famille Kollonay
Famille Kósa
Famille Kossuth
Famille Kovács de Átány (1658)
Famille Kovács de Sziget
Famille Kovács (1667)
Famille Kovács (1670)
Famille Krizsán (1666)
Famille Kruchio de Komádi
Famille Lázár (1633)
Famille Maghy
Famille Makray
Famille Martényi
Famille Márton de Zsarolyán
Famille Mikó de Hidvég
famille Mórocz de Martos
Famille Nádasdy
Famille Nagy de Felső-Eőr
Famille Nagy (1612)
Famille Nagy (1619)
Famille Nagy alias Oláh (1632)
Famille Nagy alias Legény
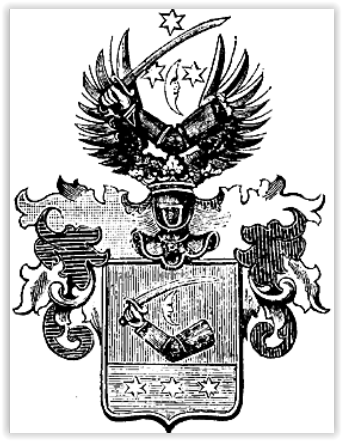
Famille Nozdroviczky
Famille Okolicsányi
Famille Ordy
Famille Pacsay
Famille Pajor de Tóth-lipcse (1660)
Famille Pajor de Tóth-lipcse v2 (1660)
Famille Pálffy
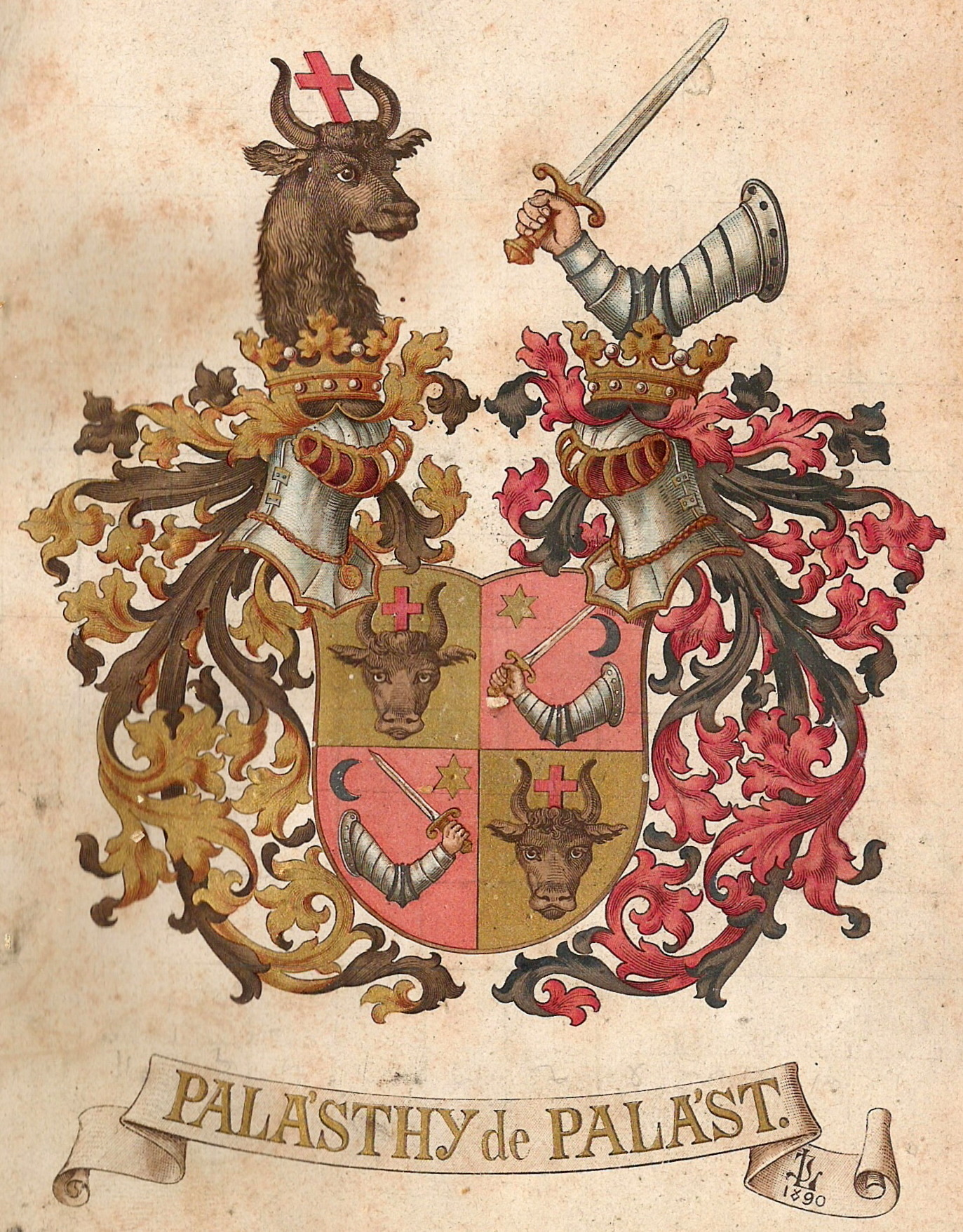
Famille Palásthy
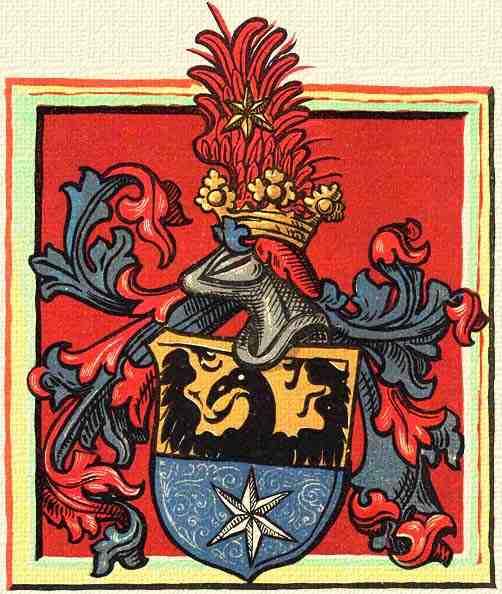
Famille Palugyay
Famille Papp alias Kovács János
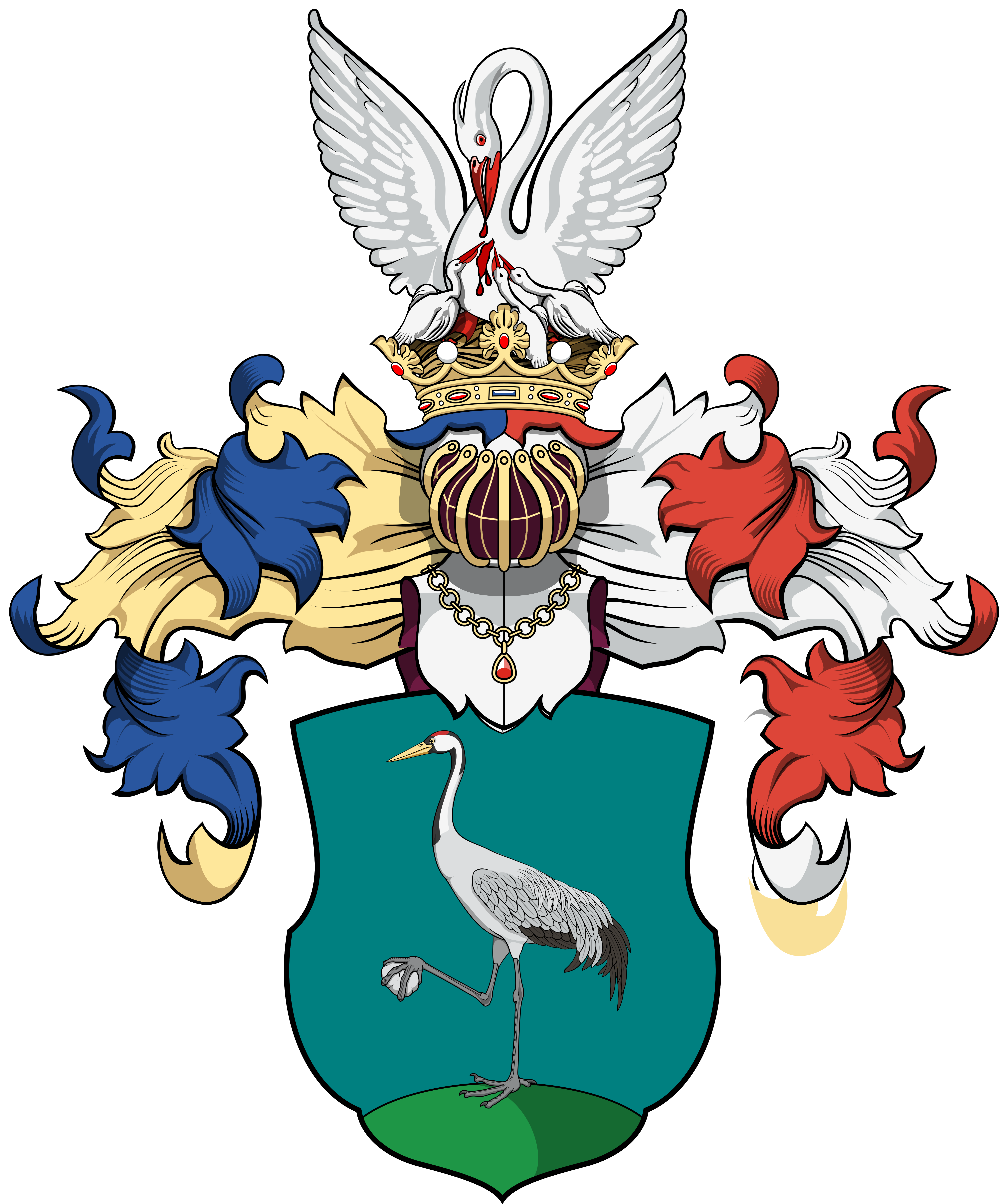
Familie Pataky de Saros Patak
Famille Patkós alias Hueber
Famille Pécsy
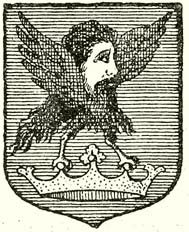
Famille Perényi
Famille Perlaki
Famille Perlaki
Famille Piller (1757)
Famille Pinthér (1622) de Szentkirályszabadja
Famille Piskolti alias Tóth
Famille Peachy de Nemesvarbók (1699)
Famille Pomothy
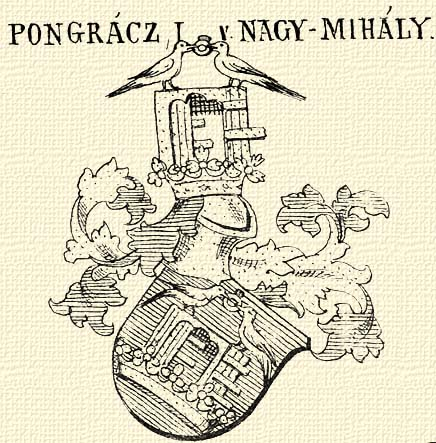
Famille Pongrácz de Nagymihály
Famille Pónus
Famille Pótsa
Famille Prihradny
Famille Rákóczi
Famille Rásó
Famille Ráthold
Famille Rónai de Zombor
Famille Rosty de Barkócz (1632)
Famille Sándor (et ville de Bajna)
Famille Sarnóczay
Famille Sajgó
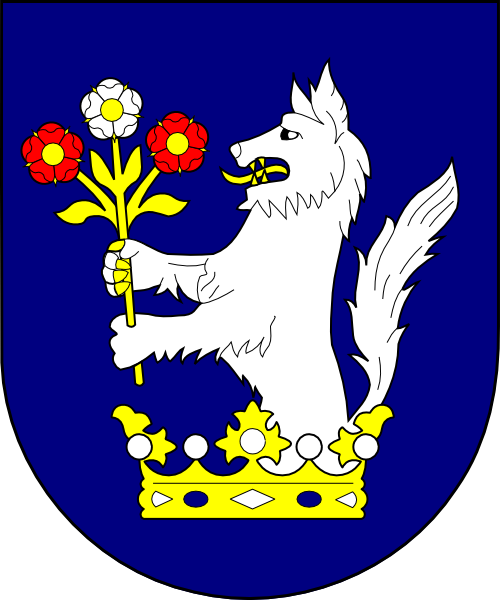
Famille Révay
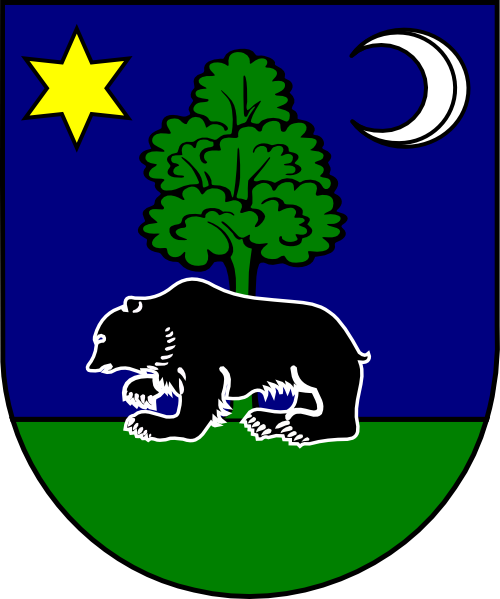
Famille Rudnay
Famille Soklyósi de Siklós
Famille Somogyi
Famille Somogyi de Perlak
Famille Somogyi de Gyulafehérvár
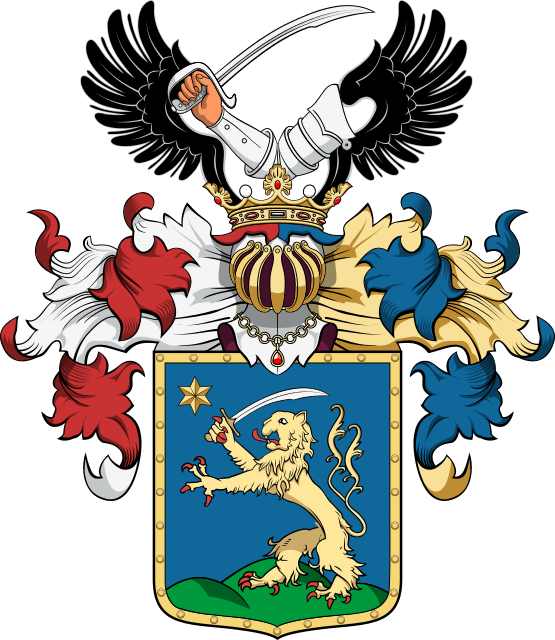
Famille Soóky
Famille Stubán alias Kovács
Famille de Szakonyi (1690)
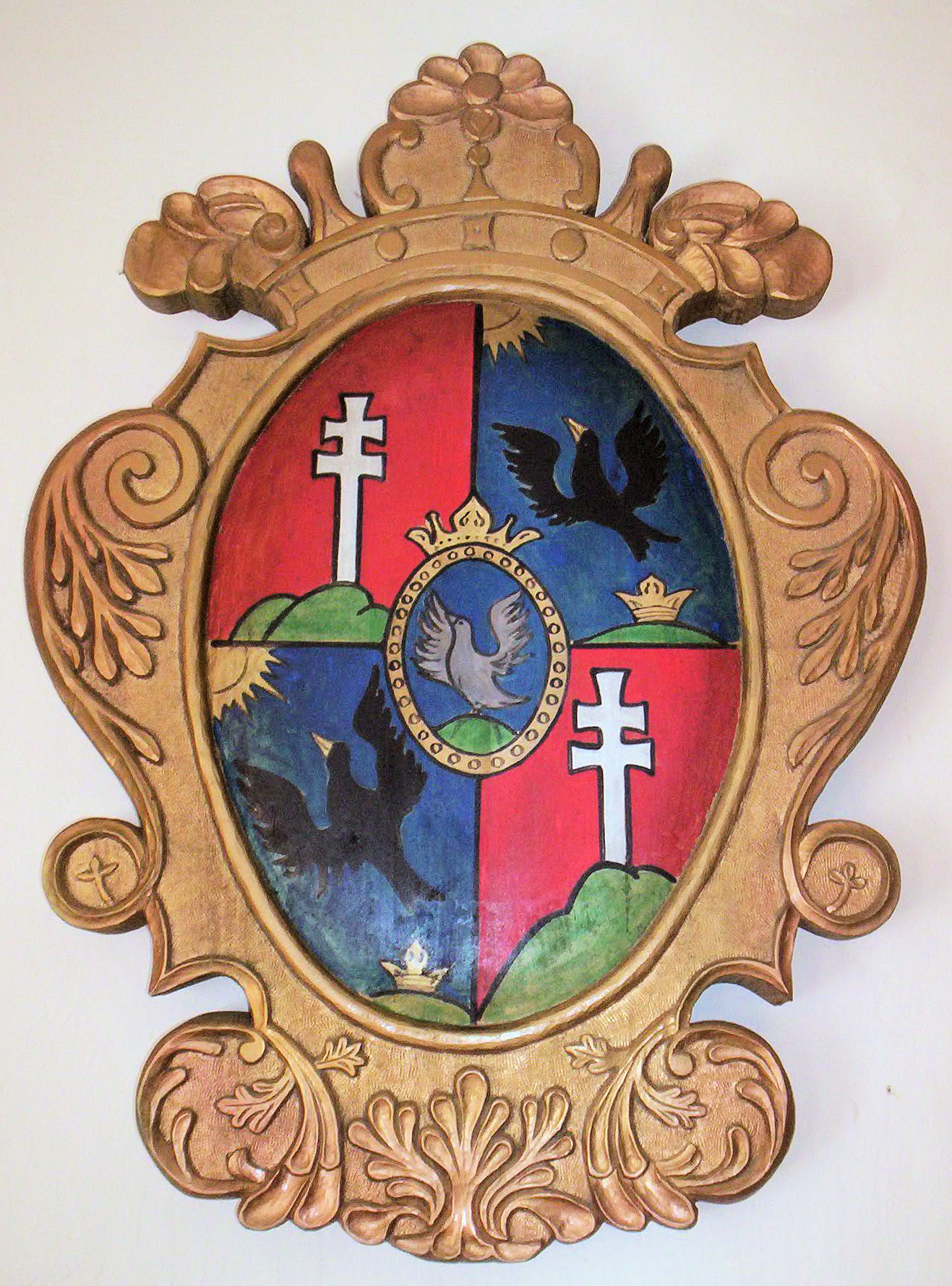
Famille Széchényi
Famille Szecsődy
Famille Szikszay de Szikszó & Debrecen
Erzsébet Szilágyi de Horogszeg
Famille Szegedi (1697)
Famille Szegedi
Famille Szente-Magócs
Famille Sztupovszky
Famille Tatár (1629)
Famille Tánczos
Famille Tajthy
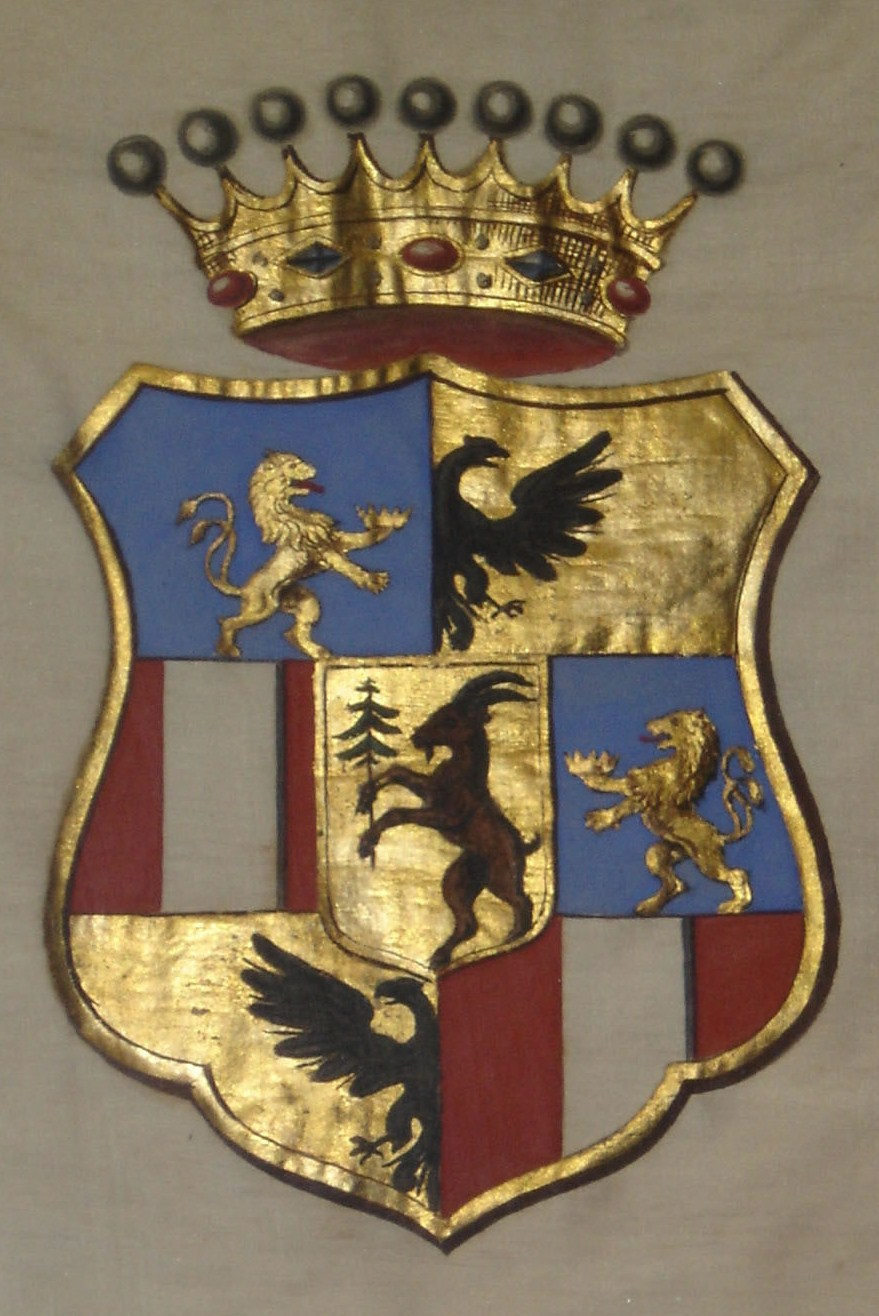
Famille Teleki
Famille Tétényi
Famille Thoroczkay (1632)
Famille Thuránszky (1777)
Blason de Sebestyén Tinódi Lantos
Famille Tóth de Bereg
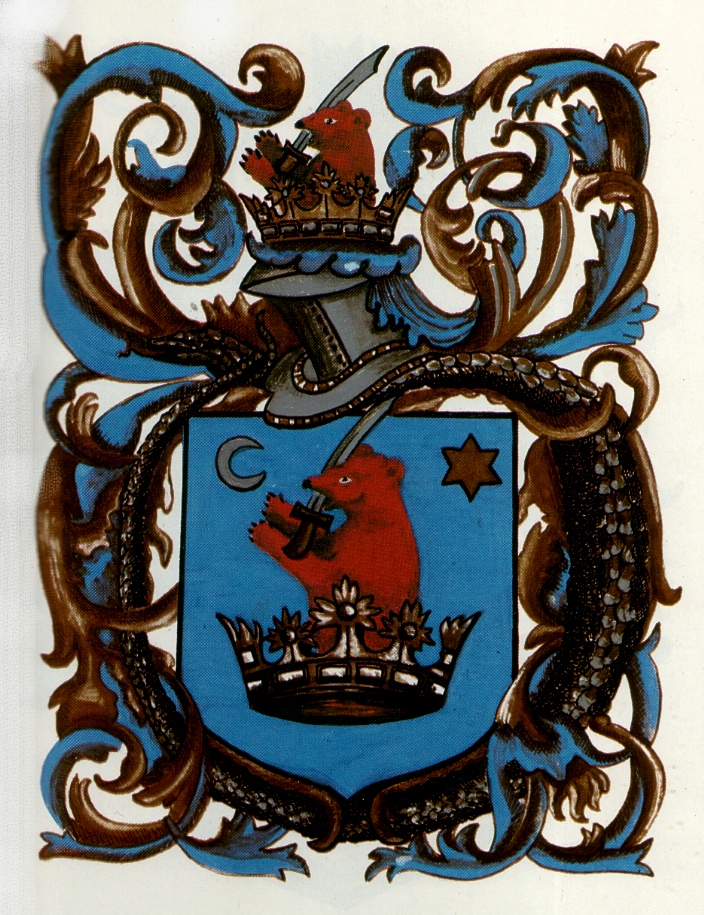
Famille Török de Enying
Famille Török de Erzsébetváros (1756)
Famille Törös
Famille Toth alias Soky (1647)
Famille Trázsy
Famille Tuba de Sajókeresztúr (1642)
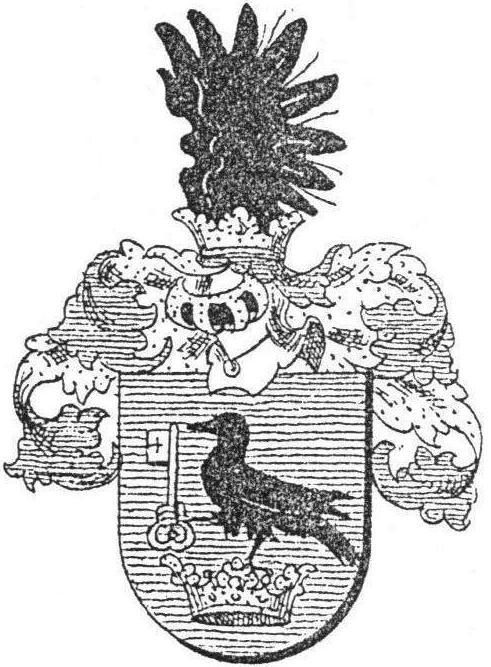
Famille Tussay (hu)
Famille Ujházy de Rozsnyóbánya
Famille Ujj
Famille Upori
Famille Uza
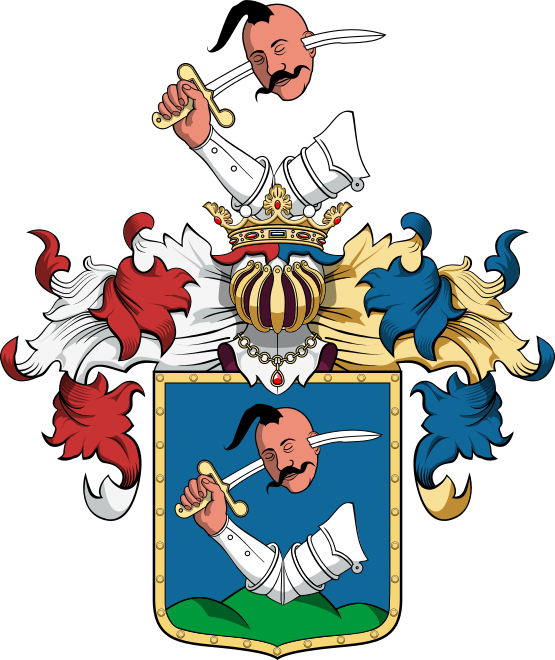
Famille Várady
Famille Várallyay (voir Armoiries ridicules (hu))
Famille Vaja
Famille Vay (1418)
Famille Vay
Famille Viczay
Famille Vidákovics
Famille Vidákovics
Famille Vid de Mohora
Famille Vidovich (1793)
Famille Vitányi (1642)
Famille Wass
Famille Zápolya
Famille Zajkás
Famille Zichy
Famille Zimányi
Famille Zrinski
Famille Zutori